# Music from Another Room
Music from Another Room é um filme estadunidense de 1998, do gênero comédia romântica, dirigido por Charlie Peters e estrelado por Jude Law, Jennifer Tilly e Gretchen Mol.
O filme segue as aventuras de Danny (Jude Law), um jovem que cresceu acreditando que ele estava destinado a se casar com a garota que ele ajudou a nascer no parto quando era um menino de cinco anos de idade, quando uma amiga da família entrou em trabalho de parto de emergência.
Vinte e cinco anos depois, Danny retorna à sua cidade natal e descobre o irresistível Anna Swann (Gretchen Mol), mas ela acha fácil resistir a ele, uma vez que ela já está noiva de Eric. Em busca de Anna, Danny se vê enredado com cada um dos excêntricos  Swanns, incluindo a irmã cega Nina (Jennifer Tilly), irmã cínica Karen (Martha Plimpton), irmão Bill (Jeremy Piven) e mãe dramática Grace (Brenda Blethyn), como ele luta para provar que o destino nunca deve ser mexido com paixão e nunca deve ser prático.

## Sinopse
O filme começa com 5 anos de idade, Danny (Jude Law) e seu pai militar visitando uma amiga da família, Grace (Brenda Blethyn), em sua casa na Ação de Graças. Quando Grace entra em trabalho de parto, o pai de Danny pede para ele desembrulhar o cordão umbilical do bebê. Após um parto bem sucedido, Danny decide-se que a menina que nasceu, Anna (Gretchen Mol), destina-se a ficar com ele para sempre, e afirma que ele vai se casar com ela.
Vinte anos depois, Danny agora com 30 anos volta para sua cidade natal depois que seu pai morre. Sem teto e sem emprego, Danny encontra um apartamento barato de propriedade de um casal que tem uma padaria que lhe oferecem pequenos trabalhos e que ele entregue bolos. Durante a sua primeira entrega, Danny se perde e pára na casa de Graça. Nina (Jennifer Tilly), irmã cega de Anna, abre a porta e Danny reencontra Anna pela primeira vez.
Anna e Nina tinham pedido um bolo da padaria para a família e Danny sai imediatamente para entregá-lo, na esperança de ver Anna, mas cai de sua bicicleta em um carro fora de casa, indo inconsciente. Ele acorda na casa de Grace para conhecer Anna e toda a sua família, seu irmão Billy (Jeremy Piven) e esposa de Billy mentalmente perturbada, Irene (Jane Adams), seu pai Richard (Bruce Jarchow), sua irmã Karen (Martha Plimpton), e o namorado Eric (Jon Tenney). Ele é convidado a ficar para o jantar onde é dada a notícia do recente noivado de Anna com Eric.
Danny depois começa o trabalho como um artista de ladrilhador/mosaico em um museu local. Danny logo confessa seu amor por Anna, pedindo-lhe para fugir e se casar com ele. Anna rejeita gentilmente e vai embora, com Danny a persegui-la. Em uma livraria, Danny diz a Eric que ele é apaixonado por Anna. Grace continua mal na cama com uma enfermeira no quarto. Anna depois fica com ciúmes do amor entre Nina e seu novo namorado Jesus, e corre para a casa de Danny. Os dois então dormem juntos. Na casa de Billy, Irene grita com Billy e aponta uma arma para ele, porque ela acredita que ele está tendo um caso. Ela rapidamente atira em Billy, batendo o pé, e ri quando ele cai na dor.
Nina e Jesus têm uma fuga informal durante a noite. Depois de voltar para casa para contar à mãe alegremente, Grace morre nos braços de Richard. Anna deixa o apartamento de Danny para contar à mãe sobre seu relacionamento com Danny apenas para descobrir que ela morreu. No funeral de Grace, Anna diz que ela já disse a Eric sobre o seu caso. Danny diz a Anna ele está deixando a cidade em um par de dias e diz adeus. Naquela noite, Eric anuncia que ele e Anna estão indo para Paris para se casar. No dia seguinte, Nina diz a Anna que ela ama Danny, não Eric, e aconselha-a a ir atrás de Danny.
Na estação de trem, Anna persegue Danny e implora para ele levá-la com ele. Danny diz que não vai durar. Ela pega uma moeda e diz que se ele cair em cara, ela pode ir com ele. Sem olhar, ele afirma que é cara e os dois se beijam.

## Produção

### Filmagem
Los Angeles e Pasadena, Califórnia e o Park Plaza Hotel em Los Angeles.

### Música
Music from Another Room contou com a trilha sonora Truly Madly Deeply por Savage Garden e a música "Day After Day", escrito por Julian Lennon e Mark Spiro e realizado por Julian Lennon.